# Mimosa guilandinae
Mimosa guilandinae là một loài thực vật có hoa trong họ Đậu. Loài này được (DC.) Barneby miêu tả khoa học đầu tiên.